# Por una tierra nuestra
 Por una tierra nuestra es una película de cortometraje documental de Argentina filmada en 16 mm dirigida por Marcelo Céspedes sobre su propio guion. Este filme integró junto a otros tres cortometrajes de distintos directores la película De este pueblo que se estrenó el 28 de noviembre de 1985.

## Sinopsis
El documental se refiere a la toma de tierras ocurrida en la localidad de San Francisco Solano durante el Proceso de Reorganización Nacional.

## Premios
- Mención Especial en el Festival Internacional de Cine de Cracovia (Polonia) de 1986.
- Medalla de Oro en el Festival UNICA en Mar del Plata.
- Primer Premio en el Festival de Cine Antropológico y Social de la Argentina.
- Primer Premio en el Festival de Cine Independiente de Santa Fe.
- Primer Premio en las Jornadas de Cine Independiente de Villa Gesell.[1]

## Comentarios
Jorge Abel Martín opinó en Tiempo Argentino:

«Obra lúcida, valiosa y comprometida que desecha el facilismo del golpe bajo.»

Adrián Desiderato en la edición vespertina de La Razón escribió:

«Céspedes alcanza con los juegos del humo y de la luz y el preciso corte de las imágenes, darles una respiración propia, una genuina validez expresiva.»